# Matayba arborescens
Matayba arborescens là một loài thực vật có hoa trong họ Bồ hòn. Loài này được (Aubl.) Radlk. mô tả khoa học đầu tiên năm 1879.